# Скарлетс
Скарлетс (енгл. Scarlets) је професионални велшански рагби јунион тим који учествује у Про 12. Боја Скарлетса је црвена, а капитен екипе је Кен Овенс. Међу највеће историјске успехе Скарлетса остаће уписани освајање келтске лиге 2004. и учешће у полуфиналу купа европских шампиона 2007. где су поражени од екипе Лестер Тајгерс. Познати рагбисти који су играли за Скарлетс су Џонатан Дејвис, Стефен Џонс, Џорџ Норт, Мајк Филипс, Бен Морган... Рис Пристланд је најбољи поентер у историји клуба са 770 поена, Џонатан Дејвис је постигао највише есеја - 26, а Фил Џон је одиграо највише утакмице за Скарлетс - 180.
- Про 12

- Шампион (1) : 2004.

Први тим
- Герет Овен
- Џош Лујис
- Дилан Еванс
- Том Прајс
- Вил Бојд
- Џејмс Дејвис
- Џек Конди
- Кирби Мајхил
- Лиам Вилијамс
- Хери Робинсон
- Скот Вилијамс
- Мајкл Тагицакибау
- Реган Кинг
- Стивен Шинглер
- Герет Дејвис
- Родри Вилијамс
- Рори Питман
- Морган Ален
- Ерони Шинглер
- Ричард Кели
- Џон Баркли
- Семсон Ли
- Фил Џон
- Роб Еванс
- Емир Филипс
- Кен Овенс - капитен